# Rocknest 3

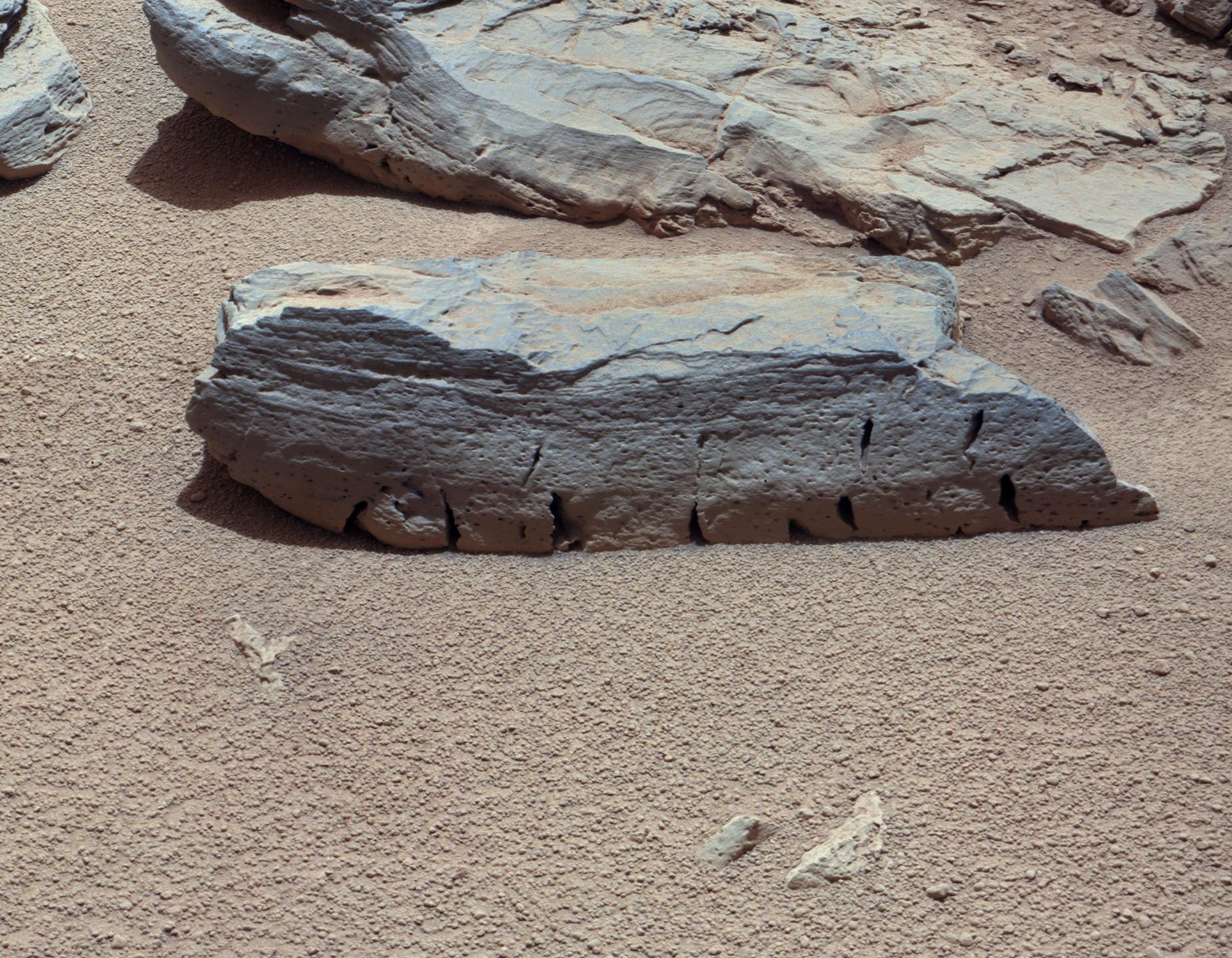
Fotografia da pedra Rocknest 3 tirada pelo rover Curiosity a 5 de outubro de 2012.

Rocknest 3 é uma pedra encontrada na superfície de Aeolis Palus, entre Peace Vallis e Aeolis Mons ("Monte Sharp"), na cratera Gale, no planeta Marte.
A pedra foi encontrada em "Rocknest" pelo rover curiosity em Bradbury Landing. A pedra mede cerca de 10 cm de altura e 40 cm de largura e era um alvo dos instrumentos "ChemCam" e "APSX" do rover curiosity.